# Instituto de Biotecnología (CICVyA)
El Instituto de Biotecnología es una unidad funcional del Instituto Nacional de Tecnología Agropecuaria (INTA) de Argentina. Forma parte del Centro de Investigación en Ciencias Veterinarias y Agronómicas (CICVyA). Fue creado en 1989.
Su objetivo es investigar los procesos biológicos a nivel molecular y desarrollar biotecnología en el área agropecuaria.

## Proyectos
- Aplicación de herramientas moleculares para el uso y la conservación de la diversidad genética forestal
- Bioinformática y Estadística Genómica
- Biotecnología y genómica aplicada al sector pecuario
- Desarrollo de herramientas biotecnológicas para la prevención y el control de enfermedades pecuarias: vacunas, diagnóstico y eIdemiología molecular
- Genómica aplicada a estudios de ecología molecular y diversidad genética
- Genómica aplicada al mejoramiento molecular
- Genómica funcional y biología de sistemas
- Genómica funcional y biotecnología agrícola
- Inmunología molecular y genómica funcional aplicadas a interacciones patógeno hospedador de interés pecuario

## Plataformas de alta tecnología
El instituto cuenta con las siguientes plataformas:
- Proteómica
- Transcriptómica
- Metabolómica
- Genómica
- Bioinformática
- Microscopía
- Transformación de plantas

## Autoridades
- Director: Oscar Taboga